# Leo Mattioli
Leo Mattioli (* 13. August 1972 in Santa Fe; † 7. August 2011 in Necochea; eigentlich Leonardo Guillermo Mattioli) war ein argentinischer Cumbiasänger.

## Werdegang
Mattioli begann seine Karriere 1992 als Sänger der Grupo Trinidad. Im November 1999 veröffentlichte er unter dem Titel Un homenaje al cielo sein erstes Album als Solokünstler.
Am 15. Januar 2000 wurde er in einen schweren Verkehrsunfall verwickelt, bei dem zwei seiner Bandkollegen, Sergio Reyes und Darío Bevegni ums Leben kamen. Am 7. August 2011 starb er im Hotel Gala in Necochea an Herzstillstand. 

## Diskografie

### Alben
- 2000: Un homenaje al cielo, Leader Music
- 2001: En directo, piel con piel, Leader Music
- 2001: Ese soy yo, Leader Music (AR: Platin)[1]
- 2002: Ay amor, corazón gitano, Leader Music (AR: Gold)
- 2002: Sin palabras, Leader Music (AR: Gold)
- 2003: Canciones románticas con un toque de «ay, amor», Leader Music
- 2004: Creciendo, Leader Music (AR: Gold)
- 2004: Aún sigue la lección, Leader Music (AR: Gold)
- 2005: El señor del amor, Leader Music
- 2006: Acústico, Procom
- 2006: Esto... es romántico, Procom
- 2007: Amor a mi manera, Lef
- 2008: El rey del amor, Lef
- 2009: En vivo en el Teatro Gran Rex, Lef
- 2009: El amor y la pasión nunca morirán (otro homenaje al cielo), Lef
- 2010: Ayer, hoy y siempre romántico, Lef

### Videoalben
- 2006: Vivencias del Amor (AR: Platin)